# 苏联民航6833号班机劫机事件
苏联民航6833号班机于1983年11月18日在从格鲁吉亚第比利斯到苏俄列宁格勒（今圣彼得堡）期间遭到七名格鲁吉亚青年劫机。克格勃的阿尔法特种部队突袭了班机，导致8人死亡。事后存活的劫机者被判处死刑。

## 事件过程
七名包括画家、演员、医生等在内的格鲁吉亚青年试图逃离苏联。他们打着参加婚礼的幌子在第比利斯登机，企图把飞机劫往土耳其。机上有57名乘客和7名机组人员。
机长和副机长都是苏联英雄，他们操纵飞机灵活地闪避，不让控制权落到劫机分子的手上。劫匪只能离开驾驶舱，在混乱中有多人受伤。飞机在第比利斯上空绕行，随后返回出发机场。时任格鲁吉亚共产党党首爱德华·谢瓦尔德纳泽向莫斯科的精锐部队——阿尔法小组请求支援，第二天部队即赶到第比利斯并突袭班机，逮捕了存活的劫匪。这次劫机共造成2名乘客、3名机组成员和3名劫匪死亡。机身上被打出108个弹孔，加之过度急转导致的结构严重受损，进而报废。

## 后续进展
存活的劫机者和他们的牧师西奥多·奇克拉泽参与了审判。被告人声称，他们想要“在自由社会过上更好的生活”。奇克拉泽把他们描述为瘾君子和强盗，并要求法庭判处死刑。1984年8月，法庭判处其中三人死刑，判处女性劫匪缇娜金·彼德维什维利14年监禁。尽管没有证据证明奇克拉泽参与犯罪，他还是被定为劫机集团的“头目”，于1984年10月3日和另外三名男性一同被枪决。
尽管案件已经宣判，但仍有许多疑点。有人指控谢瓦尔德纳泽拒绝劫机分子的父母和他们就释放人质一事谈判。也有人指称他为了巩固自己的政治地位、向莫斯科表忠而向法庭要求判决死刑。另外，机身上的弹孔以及一位空服员的死亡也笼罩着疑云。